# Campus Show
Campus Show (A Different World) est une série télévisée américaine en 144 épisodes de 25 minutes, créée par Bill Cosby et diffusée entre le 24 septembre 1987 et le 10 juin 1993 sur le réseau NBC.
En France, la série a été diffusée à partir du 29 novembre 1988 jusqu'au 23 août 1994 sur M6 puis aussi sur France 3 en 1995 sur La Cinquième en 1999 et sur TF1 en l'an 2000 ou encore sur RTL9 sur Monté-Carlo TMC sur Série Club sur Comédie ! et sur TV Breizh.

## Synopsis
Denise Huxtable a quitté sa famille pour intégrer l'université : c'est pour elle le début d'une nouvelle vie où, affranchie de ses parents, elle doit faire face à de nouvelles responsabilités.

## Distribution
- Lisa Bonet : Denise Huxtable (1987-1988)
- Marisa Tomei : Maggie Lauten (1987-1988)
- Jasmine Guy : Whitley Gilbert
- Dawnn Lewis : Jaleesa Vinson Taylor (1987-1992)
- Kadeem Hardison : Dwayne Wayne
- Loretta Devine : Stevie Rallen (1987-1988)
- Darryl M. Bell (en) : Ronald « Ron » Johnson (1988-1993)
- Lou Myers	: Vernon Gaines (1988-1993)

## Commentaires
- Campus Show est une série dérivée du Cosby Show, centrée sur le personnage de Denise Huxtable, la seconde fille du Dr. Heathcliff Huxtable, incarné par Bill Cosby[1].

Après la première saison, Lisa Bonet annonce qu'elle est enceinte. Les producteurs ne voulant pas intégrer une grossesse hors mariage dans la série, ils ont décidé de faire revenir son personnage à la maison (dans Cosby Show) et de la faire partir en voyage en Afrique durant la cinquième saison afin de cacher sa grossesse.